# Марк Фурій Камілл (консул 8 року)
Марк Фурій Камілл (26 до н. е. — 38 рік) — політичний та військовий діяч Римської імперії.

## Життєпис
Походив з роду нобілів Фуріїв. Син Публія Фурія Камілла. Про молоді роки мало відомостей. 
У 8 році н. е. його було обрано консулом разом з Секстом Нонієм Квінтіліаном, залишався на цій посаді до 1 липня. У 17—18 році обіймав посаду проконсула провінції Африка. На цій посаді Камілл здобув важливу перемогу над військами нумідійського повстанця Такфаріната, незважаючи на значну чисельну перевагу супротивника. За цю звитягу отримав тріумф. Не мав серйозних політичних амбіцій й знаходився в хороших відносинах з імператором Тіберієм. З 36 року Марк Фурій входив до колегії арвальских братів.

## Родина
- Дружина — Лівія Скрибоніана

Діти:
- Лівія Медулліна Камілла
- Марк Фурій Камілл, арвальський брат у 38—43 роках.
- Луцій Аррунцій Фурій Камілл Скрибоніан, консул 32 року.